# Gustaf Ahlström
Gustaf Ahlström, född 25 september 1862 i Lund, död 20 februari 1955 i Göteborg, var en svensk ögonläkare. Han var far till Carl Gustaf Ahlström och Gunnar Ahlström.

## Biografi
Ahlström blev medicine doktor i Lund 1890 och efter en omfattande läkarpraktik i Göteborg blev han kallad till professor i oftalmiatrik vid Lunds universitet 1910. Han avgick från professuren som emeritus 1927. Ahlströms vetenskapliga författarskap omfattar skilda grenar av oftalmiatriken. Bland hans skrifter märks Bidrag till kännedomen om Glaucoma simplex (1890), Om den sympatiska oftalmiens patogenes (1893), Om gliom och pseudogliom (1905) samt Oftalmologiska meddelanden (1905–1910). Ahlström var från 1894 gift med Hildegard Wennerholm (1871–1932). Makarna är begravda på Östra kyrkogården i Göteborg.